# Sociedade romana

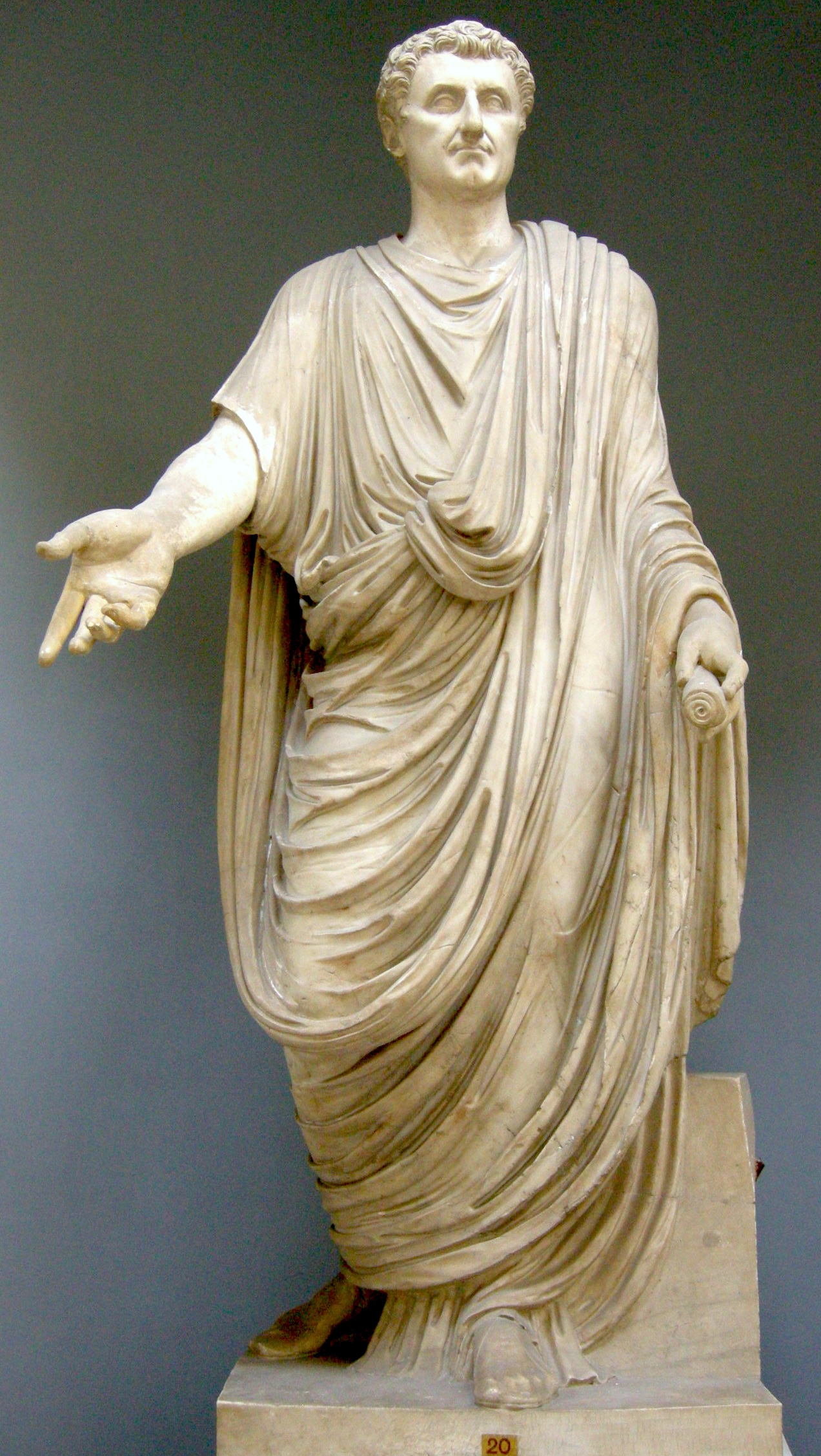
A toga, mostrada aqui numa estátua restaurada do imperador Nerva, era a vestimenta distintiva dos cidadãos romanos do sexo masculino

A sociedade romana, no século V a.C., período do Reino de Roma, era um conjunto de camponeses livres. Em geral cada família possuía sua casa, pais e filhos trabalhavam juntos no cultivo de cereais e, por vezes, também oliveiras e uvas. Poucas cabeças de gado eram criadas em terras comuns. Instrumentos agrícolas e roupas eram simples. A cidade fortificada, aonde os camponeses iam esporadicamente, era o centro do governo e da religião. Lá estavam os templos, as casas dos mais ricos, lojas de artífices e comerciantes, onde cereais, óleo e vinho podiam ser trocados por sal ou instrumentos agrícolas.

## Estrutura
Os cidadãos eram organizados em patrícios e plebeus. Os escravos e estrangeiros (peregrinos), tal como na Grécia Antiga, não faziam parte do Estado. Porém, diferente da Grécia, grande parte do poder do Estado era delegado a uma instituição chamada senado. A administração do Estado, no período monárquico e no início da república, eram exclusivos dos patrícios. Os plebeus eram excluídos das funções públicas.
As famílias mais ricas formavam as gentes (singular: gens, clã) submetidas a autoridade de um pater familias; acreditavam descender de um ancestral comum. A partir do termo pater foi cunhado o termo patrício, nome da camada social dominante em Roma. Esta camada ostentava maior número de rebanhos, terras e escravos, da mesma forma que a eles era legado o direito a exercer funções públicas, militares, religiosas, jurídicas e administrativas; por vezes apropriavam-se das ager publicus, terras que pertenciam ao governo. Abaixo dos patrícios estavam os clientes, classe constituída por plebeus, escravos libertos, estrangeiros ou filhos ilegítimos que associavam-se aos patrícios prestando-lhes diversos serviços em troca de auxílio econômico e proteção social. Quanto maior fosse o número de clientes sob proteção de um patrício, maior era seu prestígio social e político.
Os plebeus (de plebs, multidão) eram camponeses, pequenos agricultores, artesãos e comerciantes. No período monárquico, os plebeus não possuíam direitos políticos embora estivessem sujeitos a carga tributária e a obrigações militares. Era proibido o casamento entre plebeus e patrícios para evitar a mistura de ambas as classes sociais.

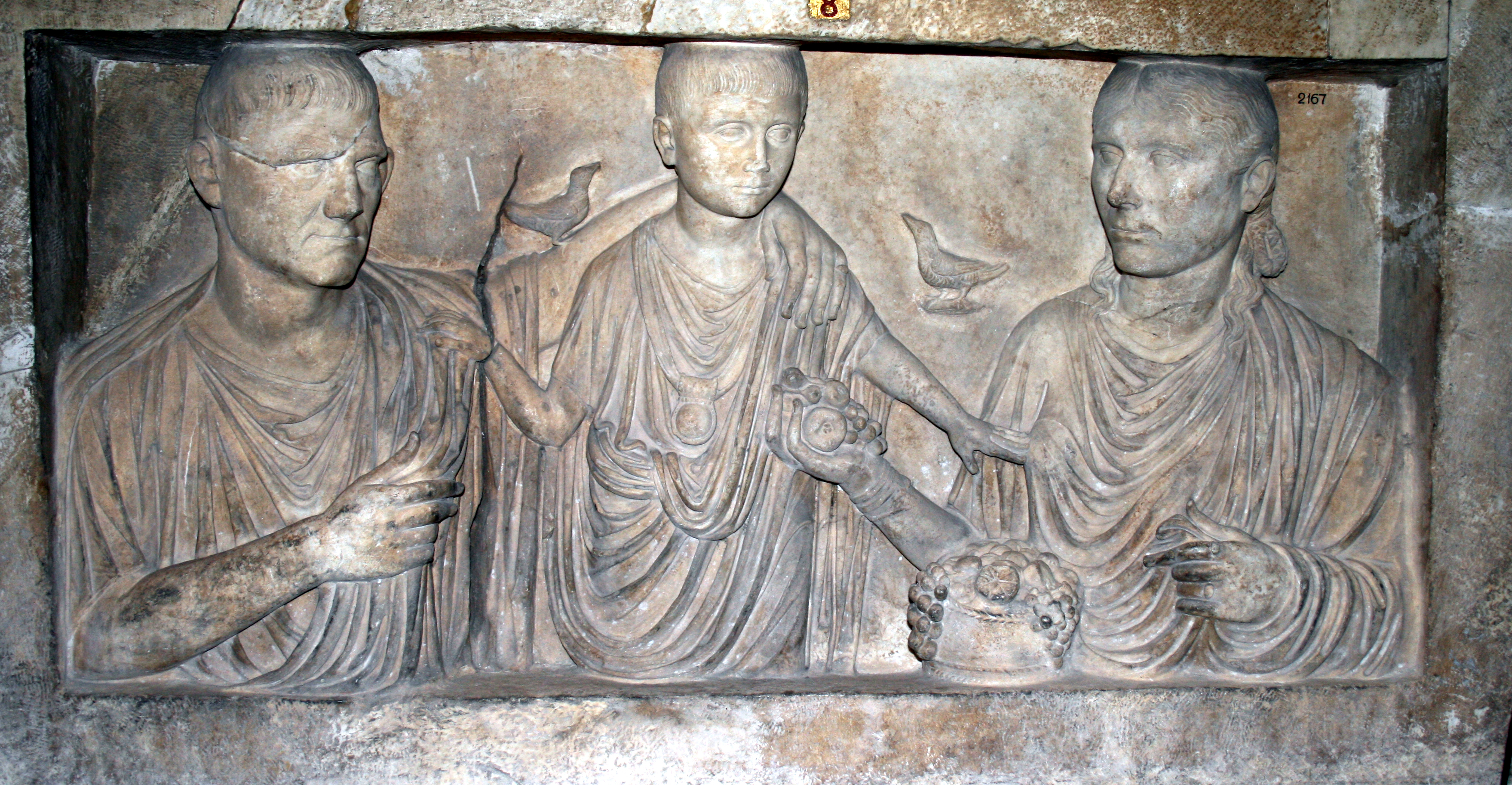
Representação de uma família romana, Museu do Vaticano

Na base da pirâmide social romana estavam os escravos que eram vencidos de guerra ou plebeus endividados. No caso dos plebeus, a escravidão podia ocorrer de duas formas. A primeira ocorria quando uma família empobrecida vendia os seus próprios filhos, na condição de escravos. A segunda era uma  forma de pagamento de dívidas, ou seja, o devedor, impossibilitado de saldar suas dividas, podia se tornar escravo do credor. Eram vistos como instrumentos de trabalho, sendo considerados como propriedade de seu senhor, podendo ser vendidos, trocados, alugados ou castigados. Como escravo, a pessoa não detinha nenhum direito, como o de se casar, deslocar-se de um lugar para outro, participar das assembleias e tomar decisões. Durante a monarquia eram pouco numerosos.O advento da república e as vitórias em mais guerras trouxeram um número crescente de escravos a Roma. Alguns escravos obtinham a liberdade, geralmente por testamento dos donos. Estes passavam a ser libertos.
As mulheres romanas, as matronas, tinham direito de possuir propriedade, ser educadas e participar mais ativamente de atividades sociais, como os banquetes e campanhas eleitorais.